# Orlovo, Sliven
Orlovo (în bulgară Орлово) este un sat în comuna Kotel, regiunea Sliven,  Bulgaria. 

## Demografie
Componența etnică a satului Orlovo
     Turci (96,53%)
     Nicio identificare (3,46%)
     Altele (0%)
La recensământul din 2011, populația satului Orlovo era de 173 locuitori. Din punct de vedere etnic, majoritatea locuitorilor (96,53%) erau turci. Pentru 3,46% din locuitori nu este cunoscută apartenența etnică.